# Hjalmar Stålhane
Hjalmar Edvard Eugen Stålhane, född den 4 februari 1832 i Nya varvets församling utanför Göteborg, död den 8 mars 1900 i Stockholm, var en svensk militär. Han var far till Henning, Otto och Arvid Stålhane.
Stålhane blev underlöjtnant vid ingenjörkåren 1850 och löjtnant där 1855. Han var kompaniofficer vid Krigsskolan på Karlberg 1862–1864. Stålhane befordrades till kapten vid fortifikationen 1867, till major i armén 1875, vid fortifikationen 1877, och till överstelöjtnant 1884. Han var chef för Sappörbataljonen 1878–1881 och för Pontonjärbataljonen 1881–1887. Stålhane beviljades avsked med tillstånd att som överstelöjtnant kvarstå i fortifikationens reserv 1887. Han blev ledamot i direktionen över Arméns pensionskassa 1894. Stålhane blev riddare av Svärdsorden 1872. Han vilar i en familjegrav på Norra begravningsplatsen utanför Stockholm.